# جايسون إليسون
جايسون إليسون (بالإنجليزية: Jason Ellison)‏ هو لاعب كرة قاعدة أمريكي، ولد في 4 أبريل 1978 في كوينسي في الولايات المتحدة.

## وصلات خارجية
- جايسون إليسون على موقعبيزبول رفرنس.كوم (الدوري الرئيسي) (الإنجليزية)
- جايسون إليسون على موقعبيزبول رفرنس.كوم (الدوري الثانوي) (الإنجليزية)